# Mapa Gomberga

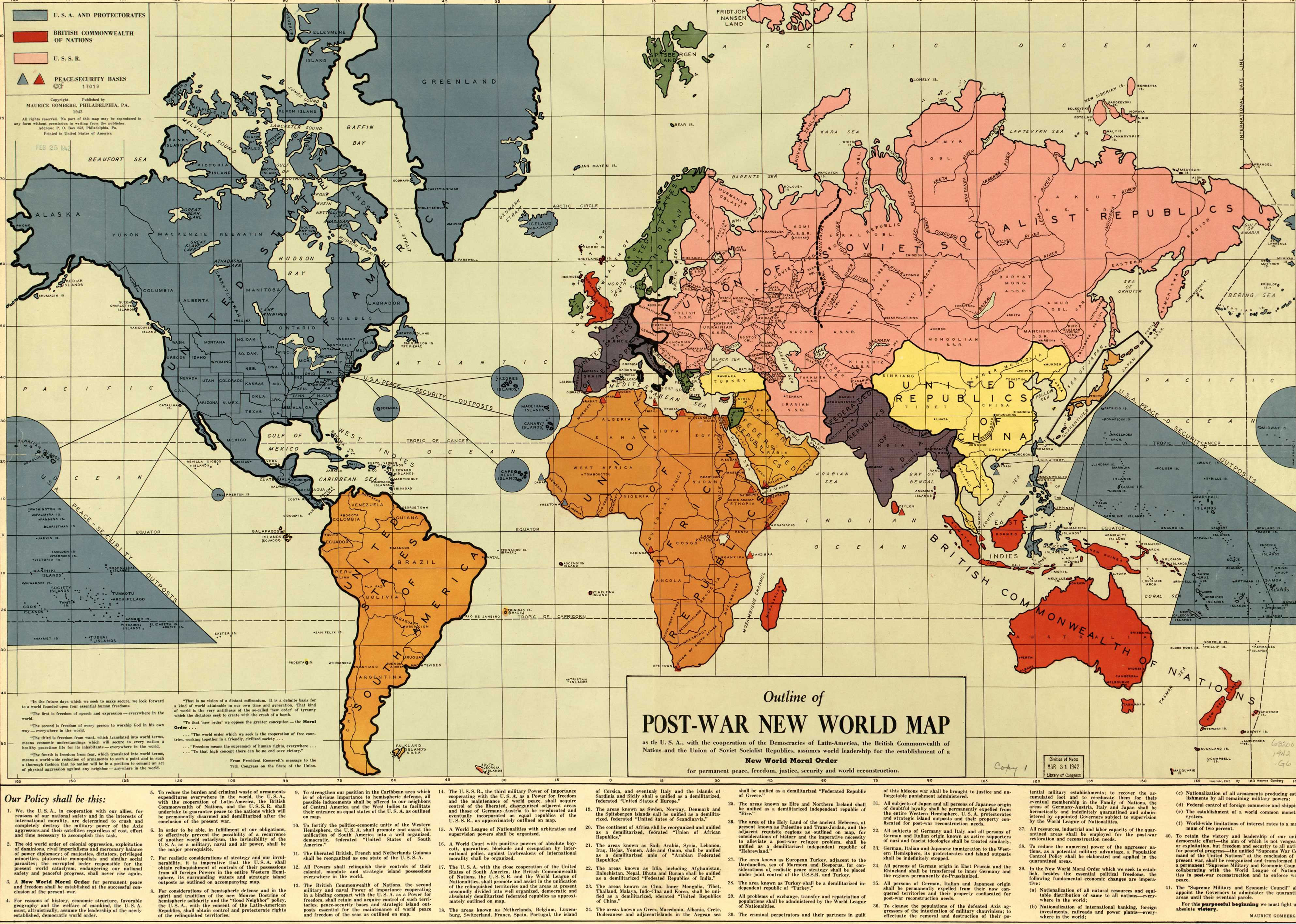
Mapa Gomberga

Mapa Gomberga – kolorowa mapa ścienna przedstawiająca, jak informuje napis umieszczony na niej „Zarys powojennej mapy Nowego Świata”. Mapa została wydana w 1942 roku w Filadelfii, jednakże w jej lewym górnym rogu odbito pieczęć z napisem COMPLETED OCTOBER 1941. Oznacza to, że twórca mapy opracował ją jeszcze przed przystąpieniem Stanów Zjednoczonych do II wojny światowej (grudzień 1941). U spodu mapy znalazł się program zawarty w 41 punktach, który zaczyna się od słów „Taka będzie nasza polityka”.
Autorem i wydawcą mapy, zastrzegającym sobie prawa przedruku, był Maurice Gomberg, polski Żyd, który wyemigrował do Stanów Zjednoczonych. Mapę opracował i wydał jako projekt osobisty i niewiele więcej o nim wiadomo.

## Teorie spiskowe
Zwolennicy teorii spiskowych doszukują się w tej mapie dowodu, że Nowy Ład Światowy został zaprojektowany przez tajemnicze organizacje (deep state) przed zakończeniem II wojny światowej, a nawet przed przystąpieniem USA do wojny. Mapa przewiduje zajęcie połowy Europy przez ZSRR, powstanie zjednoczonej Europy, powstanie państwa Izrael, powstanie nowych unii kontynentalnych, m.in. Unii Afrykańskiej; dekolonizację Afryki, dominację USA na Pacyfiku. Równocześnie należy zaznaczyć, że część założeń nie sprawdziła się: unia indyjska, unia grecka, unia chińska, unia australijska, brak jedności całej Europy Zachodniej, połączenie Irlandii, opanowanie Ameryki Północnej przez USA, zjednoczenie Niemiec i Austrii.